# Companyia Francesa del Cap Verd i el Senegal
La Companyia Francesa del Cap Verd i el Senegal fou fundada el 1658 per la reorganització de la Companyia Normanda del Senegal feta per Jean-Baptiste Colbert. Els actius de l'anterior companyia van passar a la nova i va mantenir el privilegi del comerç al Senegal especialment el comerç d'esclaus que era el més lucratiu. La seva factoria del Senegal, situada a la desembocadura del riu, va ser traslladada per iniciativa de mariners de Dieppe a l'illa de Ndar, i van construir un fort i un establiment al que van batejar com Saint Louis du Fort o Saint Louis du Sénégal.
El règim de llibertat de comerç que regia a la regió es va acabar el 16 de maig de 1664 i es va establir un règim de monopoli. Colbert, que va reorganitzar l'administració francesa, va decidir aplicar un sistema nou a les colònies i va decidir donar-les a dues gran companyies (la Companyia Francesa de les Índies Occidentals i la de les Índies Orientals) amb el monopoli absolut del comerç sobre extenses regions, i en concret la primera amb el monopoli per a la costa occidental d'Àfrica, les Antilles i Amèrica. La Companyia del Cap Verd i el Senegal (normanda) fou expropiada i va haver de transferir els seus drets i l'establiment de Saint Louis a la Companyia Francesa de les Índies Occidentals (Compagnie des Indes Occidentales), creada per decisió del mateix Colbert.